# Teresa Helbig
Teresa Helbig (Barcelona, 15 de septiembre de 1963) es una diseñadora de moda española, fundadora de la marca de costura Teresa Helbig, expertos en ropa de alta costura y vestidos nupciales, creada en 1996 en Barcelona, y de la marca de ropa para niñas Petite Helbig.
Dentro de los diferentes premios que se le han otorgado a lo largo de su recorrido profesional destaca el Premio Nacional de Diseño de Moda.

## Trayectoria
Inicia sus conocimientos e interés por la moda gracias a su madre que era modista y quien le enseñó el gusto e importancia de la moda de alta costura, el cuidado de los detalles y la calidad de las prendas.Los primeros vestidos que cosió fueron para su trabajo como escaparatista. Y más tarde, para vestirlos ella misma.
Un día, la invitan a una boda. Como no encuentra el vestido perfecto, lo inventa. Cose ochocientas plumas a mano.Muchas invitadas le preguntan por él, y se plantea crear una pequeña colección. Así lo hace y en 1996 nació su marca. Aprendiendo sobre la marcha y equivocándose, pero la hace. El boca a boca se encarga del resto. Poco a poco, Teresa empieza a tener su pequeño equipo. Las colecciones se afianzan, el negocio crece y llega el momento de desfilar.  
Lo que hace Teresa podría llamarse radical chic: prendas para una mujer libre, independiente, de forma contenida pero fondo rebelde. Para mujeres enfants terribles que aman las décadas de los sesenta y setenta, el París intelectual y diletante, las chicas mod, Capri y Cannes, el romanticismo delicado mezclado con un toque de rock’n’roll.
Fue pionera en España por vender sus diseños al finalizar sus desfiles y hacer fashion films (una producción audiovisual con duración superior a un minuto e inferior a 15 minutos que fusiona cine, moda y publicidad)para acercar su marca al público.
Entre sus colaboraciones, recibió el encargo de crear el vestuario de  una obra del Ballet Nacional de España, los uniformes del Colegio Británico y fue la primera mujer en crear los trajes del personal de la aerolínea Iberia.El Museo del Diseño de Barcelona conserva un vestido del año 2008 diseñado por Teresa Helbig.

## Colecciones
En 1996, lanza su primera colección oficial, dando el primer paso firme dentro del mundo de la moda.
Desfila por primera vez en septiembre de 2008 con su colección Capri en la Madrid Benz Fashion Week, donde a día de hoy sigue desfilando. Desde entonces es una de los nombres más destacados de la pasarela, presentando cada temporada colecciones donde prima la artesanía y la exquisitez;
- Primavera-Verano 2011. Colección Hamilton. Galardonada con el Premio L’Oreal a la Mejor Colección.
- Otoño-Invierno 2011-2012. Colección Broeguien.
- Primavera-Verano 2012. Colección Croisette.
- Otoño-Invierno 2012/2013. Colección Flappers. Galardonada con el Premio L’Oreal a la Mejor Colección.
- Primavera-Verano 2013. Colección Le Nôtre.
- Otoño-Invierno 2013/2014. Colección Bisou Bisou.
- Primavera-Verano 2014. Colección East Coast.
- Otoño-Invierno 2014/2015. Colección Swans.
- Primavera-Verano 2015. Colección Soeurs.
- Otoño-Invierno 2015/2016. Colección Sala 12.
- Primavera-Verano 2016. Colección Chinoiserie.[8]
- Otoño-Invierno 2016/2017. Colección Old Money.[9]
- Primavera-Verano 2017. Colección Let's Dance.[10]
- Primavera-Verano 2017. Colección Seven Seas Resort.[11]
- Otoño-Invierno 2017/2018. Colección Outsiders.[12]
- Primavera-Verano 2018. Colección Rien Ne Va Plus.[13]
- Otoño-Invierno 2018/2019. Colección Wunderkammer.[14]
- Primavera-Verano 2019. Colección Knot Gardens.[15]
- Otoño-Invierno 2019/2020. Colección I Put A Spell On You. Galardonada con el Premio L’Oreal a la Mejor Colección.[16]
- Primavera-Verano 2020. Colección Join The Club.[17]
- Otoño-Invierno 2020/2021. Colección Opium.[18]
- Primavera-Verano 2021. Colección Once Upon A Time In Los Angeles.
- Otoño-Invierno 2022. Colección Bookwalk.[19]
- Primavera-Verano 2023. Colección Helbig Music Fest.[20]
- Otoño-Invierno 2023/2024. Colección Dear Bolena.[21]
- Primavera-Verano 2024. Colección Paris Texas.[22]
- Otoño-Invierno 2025. Colección 1832 Sur Mer.

En 2020 crea Petite Helbig, una marca para niñas de 4 a 12 años, que nace con el propósito de vestir a las futuras líderes del mundo. Ampliando la colección de moda para niñas Petite Helbig, lanza una pequeña cápsula de vestidos de primera Comunión a la venta en su e-shop y en los Petite Helbig Studios, ubicados en Barcelona y Madrid. 
Uno de los puntos fuertes de la marca es el ámbito nupcial, mediante la creación de colecciones enfocadas a un amplio abanico de novias. Una novia con una fuerte personalidad y que sabe aunar las contradicciones de la mujer moderna. 
A lo largo de los años, Teresa Helbig se ha consolidado como una marca multidisciplinar, convirtiéndose en una de las primeras marcas españolas en producir fashion films, y colaborando continuamente con artistas y músicos, tanto de nicho como mundialmente conocidos.
En 2024 presentó su colección We Ballet en la Semana de la Moda de Nueva York.

## Atelier
Situado en el barrio del Eixample de Barcelona, en un edificio catalogado, Modernista del año 1905, encontramos en el mismo espacio el estudio, el atelier y el showroom de Teresa Helbig. Un espacio donde se mezcla la atención a cada una de sus clientas con el desarrollo de nuevas ideas, tejidos únicos y prendas.
En el año 2021, Teresa Helbig inaugura su showroom en Madrid, ubicado en la icónica calle Jorge Juan. Este espacio exclusivo no solo refleja la expansión estratégica de la marca, sino que también consolida su presencia en una de las ciudades donde ha alcanzado mayor notoriedad.

## Colaboraciones
- Diseño de la nueva Uniformidad de Iberia (2020).
- Diseño del vestuario para Ballet Nacional de España: ‘Alento’ (2015).
- Diseño Vestuario del British Council School, Madrid (2015).
- Diseño vestuario Hoteles de Lujo: Hotel Majestic (2014), Hotel Murmuri (2016).
- Docencia en Elisava, IDEP, Blanquerna.
- Diseño de los uniformes de Iberia (2022).
- Colección de zapatos TERESA HLEBIG con Flordeaskoka (2022 y 2023).
- Colección de joyas con The Obsessive Collectors (2023).

## Internacionalidad
La presencia de la marca en Estados Unidos es sumamente destacada. Goza de un gran apoyo de clientas y mujeres como Zendaya, Halle Berry, Eva Longoria, Emma Roberts, Emily Blunt, Gwen Stefani o Saoirse Ronana quienes les enorgullece poder considerar de la Helbig Gang.
A lo largo de los años, han llevado a cabo diversas presentaciones de marca tanto en Los Ángeles como en Nueva York, trazado un camino hacia la internacionalización y acercándose aún más a dicho mercado. 
Cada paso dado refleja el compromiso inquebrantable de la marca con su expansión y consolidación en el escenario internacional, donde cada presentación es una sinfonía que eleva la presencia y el encanto de la Helbig Gang en tierras internacionales.

## Premios y reconocimientos
A lo largo de su trayectoria ha sido reconocida con diversos premios: 
- Premio Marie Claire al Mejor Diseñador Novel 2009.
- Premio Barcelona és Moda al Mejor Profesional 2009.
- Premio L’Oréal a la Mejor Colección Cibeles 2011.
- Premio Glamour a la Mejor Diseñadora Nacional 2011.
- Premio L’Oréal a la Mejor Colección Cibeles 2012.
- Premio Mujer Hoy a la Mujer más admirada 2012.
- Premio L’Oréal a la Mejor Colección MBFWM 2019.
- Diseño de la uniformidad de Iberia 2019.
- Premios de Moda de los Premios Internacionales Yo Dona 2019.
- Premio LCI Felicidad Duce por la trayectoria de 25 años 2020.
- Premios Elle 2021.
- Premio Continuarà de Cultura RTVE Catalunya 2022.
- Premios Personajes del Año “Fuera de Serie” 2022.
- Premios Woman 2023.
- Premio Nacional de Diseño de Moda 2023.[24]